# داني ميرفي (لاعب كرة قاعدة)
داني ميرفي (بالإنجليزية: Danny Murphy)‏ هو لاعب كرة قاعدة أمريكي، ولد في 10 سبتمبر 1864 في بروكلين في الولايات المتحدة، وتوفي بنفس المكان في 14 ديسمبر 1915.

## وصلات خارجية
- داني ميرفي على موقعبيزبول رفرنس.كوم (الدوري الرئيسي) (الإنجليزية)
- داني ميرفي على موقعبيزبول رفرنس.كوم (الدوري الثانوي) (الإنجليزية)